# Henrik von Delwig
Henrik von Delwig, född 15 oktober 1620 i Livland, död 7 januari 1696 i Hamburg, var en svensk militär.
Henrik von Delwig var son till den balttyske adelsmannen Wolter von Delwig. Han var 1638–1641 volontär vid polska livgardet, var i holländsk militärtjänst 1641–1646 och i fransk från 1646 till omkring 1653. I januari och augusti 1654 befann sig von Delwig i Stockholm och från december 1655 förde han som överstelöjtnant befälet över Jakob Kasimir De la Gardies en brigad starka livländska regemente i Preussen. Han var i februari 1656 med regementet i Marienburg men beordrades i februari 1657 att bege sig som överste och kommendant till Dirschau med brigaden, där han sedan låg i maj. Han följde sedan regementet under danska fälttåget, och vid stormningen av Frederiksodde utmärkte sig både Jakob Kasimir De la Gardie och von Delwig. Henrik von Delwig förde i den andra stormkolonnen befälet över regementets tyska fotfolk. Enligt en överenskommelse i januari 1658 fick han tillstånd att värva 200 meniga fotsoldater för att förstärka det ännu under hans befäl stående De la Gardieska regementet. Henrik von Delwig deltog även i stormningen av Köpenhamn.
Som regementschef i Skåne blev Henrik von Delwig genom förmedling av generalmajoren Fabian von Fersen sommaren 1660 förlovad med Anna Maria Gyldenklou, dotter till Andreas Gyldenklou. von Fersen hade framhållit det som ett förmånligt parti. Sedan det redan lysts uppkom dock en konflikt mellan parterna, varvid familjen Gyldenklou drog sig tillbaka. Man åberopade brytningen på en "skada i käften och halsen" som von Delwig ådragit sig i fransk krigstjänst.
Henrik von Delwig valde dock at stämma Andreas Gyldenklou för den uppslagna förlovningen och krävde ersättningar för sina utlägg rörande fästmön. Gyldenklou försökte bland annat hävda att Henrik von Delwig inte var Wolter von Delwigs äkta son. Henrik von Delwig framlade flera intyg från sina bröder och andra släktingar samt riksrådet Wilhelm Taube, på sin börd. Åtminstone ännu 1663 pågick processen mot Gyldenklou, vars dotter dock i stället gifte sig med Börje Olofsson Grönberg. Henrik von Delwig gifte sig i stället 1666 med generalsänkan Catharina Wördenhoff från Hamburg, och senare i ett andra gifte med Adelheid Friedrichs. Genom första hustrun kom han i besittning av stora gods i Mecklenburg, bland annat Wiebendorf, Zahrendorf, Blücher och Timpkenberg.
Från september 1661 var Henrik von Delwig chef för ett tyskt värvat infanteriregemente i Skåne och blev 1664 kommendant i Malmö. Under andra bremiska kriget sändes han till Stade där han under Carl Gustaf Wrangels befäl ledde krigsoperationerna och de följande årens militära vakthållning. 1669 befordrades han till generalmajor, och blev samma år kommendant i Stade och överkommendant över fästningarna i hertigdömena Bremen och Verden. 
Under skånska kriget deltog han i sommarfälttåget mot Brandenburg med sitt regemente, som utgjorde en brigads styrka. I maj ryckte han med 2 000 man fram mot Löcknitz som kapitulerade. Tillsammans med Wolmar Wrangel ryckte Henrik von Delwig in i Havelland men i slutet av maj Conrad Mardefelts trupper i Neuruppin. Tillsammans med Wolmar Wrangel sändes han för att utspana brandenburgarnas ställning. De stannade i Neustadt men fick order från Carl Gustaf Wrangel att vända om och över Fehrbellin och Nauen gå mot Spandau. Slaget vid Fehrbellin blev en katastrof för von Delwigs regemente. Det förlorade alla sina fanor och de flesta soldaterna stupade. Medan regementet i slutet av 1673 haft 1295 meniga soldater fanns i juli 1675 bara 120 kvar i regementet. Att en viktig kulle, Lindenberg, av svenskarna lämnades obesatt syns ha berott på von Delwig. Hans roll i slaget och ansvar för slagets utgång är dock oklar. Kort efter slaget befordrades han dock till generallöjtnant. Han deltog även i striderna i september och oktober, och i oktober låg han i Anklam och Stralsund. I februari 1676 förenades resterna av von Delwigs regemente med regementet Gotha. Henrik von Delwig, vilken påverkats av motgångarna, vistades redan i januari 1676 i Hamburg, först i april samma år erhöll han dock formellt avsked ur sin svenska tjänst. Han hade då redan i februari erhållit en post som stadskommendant i Hamburg.
År 1677 blev han generallöjtnant i prinsen av Oraniens tjänst och nederländsk guvernör i Deventer och Zwolle. 1690 blev han tysk riksfriherre med vapenförbättring. År 1692 återvände han till en post som stadskommendant i Hamburg.